# Štefanje
Štefanje est un village et une municipalité située dans le comitat de Bjelovar-Bilogora, en Croatie. Au recensement de 2001, la municipalité comptait 2 347 habitants, dont 90,33 % de Croates et le village seul comptait 410 habitants.

## Localités
La municipalité de Štefanje compte 9 localités :
- Blatnica
- Daskatica
- Donja Šušnjara
- Gornja Šušnjara
- Laminac
- Narta
- Starine
- Staro Štefanje
- Štefanje